# Freestyle-Skiing-Weltcup 2014/15
Die Saison 2014/15 des von der FIS veranstalteten Freestyle-Skiing-Weltcups begann am 3. Dezember 2014 im US-amerikanischen Copper Mountain und endete am 15. März 2015 in Silvaplana (Schweiz). Ausgetragen wurden Wettbewerbe in den Disziplinen Aerials (Springen), Moguls (Buckelpiste), Dual Moguls (Parallel-Buckelpiste), Skicross, Halfpipe und Slopestyle. Höhepunkt der Saison waren die Freestyle-Skiing-Weltmeisterschaften 2015 in Kreischberg (Österreich), deren Ergebnisse jedoch nicht für den Weltcup zählten.

## Männer

### Weltcupwertungen
| Rang | Name                   | Punkte |
| ---- | ---------------------- | ------ |
| 01   | Mikaël Kingsbury       | 85     |
| 02   | Mac Bohonnon           | 70     |
| 03   | Jean-Frédéric Chapuis  | 68     |
| 04   | Qi Guangpu             | 63     |
| 05   | Victor Öhling Norberg  | 50     |
| 06   | David Wise             | 48     |
| 07   | Alexander Smyschljajew | 48     |
| 08   | Philippe Marquis       | 47     |
| 09   | Gus Kenworthy          | 47     |
| 10   | Zhou Hang              | 46     |

| Rang | Name                | Punkte |
| ---- | ------------------- | ------ |
| 01   | Mac Bohonnon        | 491    |
| 02   | Qi Guangpu          | 440    |
| 03   | Zhou Hang           | 323    |
| 04   | Ilja Burow          | 322    |
| 05   | Pawel Krotow        | 252    |
| 06   | Oleksandr Abramenko | 222    |
| 07   | Dsjanis Ossipou     | 203    |
| 08   | Maxim Huszik        | 198    |
| 09   | Olivier Rochon      | 190    |
| 10   | Jonathon Lillis     | 186    |

| Rang | Name                   | Punkte |
| ---- | ---------------------- | ------ |
| 01   | Mikaël Kingsbury       | 761    |
| 02   | Alexander Smyschljajew | 430    |
| 03   | Philippe Marquis       | 426    |
| 04   | Anthony Benna          | 347    |
| 05   | Matt Graham            | 347    |
| 06   | Simon Pouliot-Cavanagh | 308    |
| 07   | Jeremy Cota            | 294    |
| 08   | Marc-Antoine Gagnon    | 290    |
| 09   | Thomas Rowley          | 240    |
| 10   | Bryon Wilson           | 234    |

| Rang | Name                  | Punkte |
| ---- | --------------------- | ------ |
| 01   | Jean-Frédéric Chapuis | 747    |
| 02   | Victor Öhling Norberg | 553    |
| 03   | Bastien Midol         | 375    |
| 04   | Paul Eckert           | 365    |
| 05   | Sylvain Miaillier     | 347    |
| 06   | Brady Leman           | 342    |
| 07   | Daniel Bohnacker      | 325    |
| 08   | Andreas Schauer       | 297    |
| 09   | Thomas Zangerl        | 285    |
| 10   | Sergei Ridsik         | 275    |

| Rang | Name                | Punkte |
| ---- | ------------------- | ------ |
| 01   | David Wise          | 240    |
| 02   | Gus Kenworthy       | 176    |
| 03   | Kévin Rolland       | 175    |
| 04   | Benoît Valentin     | 150    |
| 05   | Alex Ferreira       | 139    |
| 06   | Mike Riddle         | 126    |
| 07   | Torin Yater-Wallace | 112    |
| 08   | Kyle Smaine         | 091    |
| 09   | Thomas Krief        | 082    |
| 10   | Simon d’Artois      | 066    |

| Rang | Name                     | Punkte |
| ---- | ------------------------ | ------ |
| 01   | Felix Stridsberg-Usterud | 129    |
| 02   | Joss Christensen         | 106    |
| 03   | Andri Ragettli           | 086    |
| 04   | McRae Williams           | 080    |
| 05   | Luca Schuler             | 071    |
| 06   | Sami Sakkinen            | 062    |
| 06   | Jesper Tjäder            | 062    |
| 08   | Gus Kenworthy            | 060    |
| 09   | Matthew Walker           | 059    |
| 10   | Jonas Hunziker           | 049    |

### Podestplätze

#### Aerials
| Datum      | Ort         | 1. Platz            | 2. Platz     | 3. Platz            |
| ---------- | ----------- | ------------------- | ------------ | ------------------- |
| 20.12.2014 | Peking      | Qi Guangpu          | Pawel Krotow | Ilja Burow          |
| 21.12.2014 | Peking      | Qi Guangpu          | Zhou Hang    | Mac Bohonnon        |
| 08.01.2015 | Deer Valley | Qi Guangpu          | Mac Bohonnon | Oleksandr Abramenko |
| 30.01.2015 | Lake Placid | Mac Bohonnon        | Zhou Hang    | Qi Guangpu          |
| 31.01.2015 | Lake Placid | Zhou Hang           | Qi Guangpu   | Ilja Burow          |
| 21.02.2015 | Moskau      | Mac Bohonnon        | Ilja Burow   | Maxim Huszik        |
| 01.03.2015 | Minsk       | Oleksandr Abramenko | Mac Bohonnon | Dsjanis Ossipou     |

#### Moguls
| Datum      | Ort            | Disziplin   | 1. Platz         | 2. Platz               | 3. Platz               |
| ---------- | -------------- | ----------- | ---------------- | ---------------------- | ---------------------- |
| 13.12.2014 | Ruka           | Moguls      | Philippe Marquis | Shō Endō               | Anthony Benna          |
| 03.01.2015 | Calgary        | Moguls      | Mikaël Kingsbury | Simon Pouliot-Cavanagh | Shō Endō               |
| 09.01.2015 | Deer Valley    | Moguls      | Mikaël Kingsbury | Matt Graham            | Patrick Deneen         |
| 10.01.2015 | Deer Valley    | Dual Moguls | Mikaël Kingsbury | Dylan Walczyk          | Marco Tadé             |
| 29.01.2015 | Lake Placid    | Moguls      | Mikaël Kingsbury | Alexander Smyschljajew | Marc-Antoine Gagnon    |
| 07.02.2015 | Val Saint-Côme | Moguls      | Mikaël Kingsbury | Matt Graham            | Alexander Smyschljajew |
| 28.02.2015 | Tazawako       | Moguls      | Mikaël Kingsbury | Jeremy Cota            | Alexander Smyschljajew |
| 01.03.2015 | Tazawako       | Dual Moguls | Mikaël Kingsbury | Philippe Marquis       | Matt Graham            |
| 15.03.2015 | Megève         | Dual Moguls | Anthony Benna    | Thomas Rowley          | Alexander Smyschljajew |

#### Skicross
| Datum      | Ort         | 1. Platz                      | 2. Platz                      | 3. Platz                      |
| ---------- | ----------- | ----------------------------- | ----------------------------- | ----------------------------- |
| 06.12.2014 | Nakiska     | Thomas Zangerl                | Victor Öhling Norberg         | Armin Niederer                |
| 20.12.2014 | Innichen    | Wegen Schneemangels abgesagt. | Wegen Schneemangels abgesagt. | Wegen Schneemangels abgesagt. |
| 21.12.2014 | Innichen    | Wegen Schneemangels abgesagt. | Wegen Schneemangels abgesagt. | Wegen Schneemangels abgesagt. |
| 09.01.2015 | Val Thorens | Andreas Schauer               | Jean-Frédéric Chapuis         | Johannes Rohrweck             |
| 10.01.2015 | Val Thorens | Marc Bischofberger            | Jonathan Midol                | Brady Leman                   |
| 06.02.2015 | Arosa       | Victor Öhling Norberg         | Sergei Ridsik                 | Bastien Midol                 |
| 07.02.2015 | Arosa       | Victor Öhling Norberg         | Sergei Ridsik                 | Daniel Bohnacker              |
| 14.02.2015 | Åre         | Victor Öhling Norberg         | Jean-Frédéric Chapuis         | Michael Forslund              |
| 15.02.2015 | Åre         | Jean-Frédéric Chapuis         | Alex Fiva                     | Paul Eckert                   |
| 21.02.2015 | Tegernsee   | Jean-Frédéric Chapuis         | Daniel Bohnacker              | Victor Öhling Norberg         |
| 22.02.2015 | Tegernsee   | Jean-Frédéric Chapuis         | Filip Flisar                  | Viktor Andersson              |
| 14.03.2015 | Megève      | Jean-Frédéric Chapuis         | Brady Leman                   | Paul Eckert                   |

#### Halfpipe
| Datum      | Ort             | 1. Platz      | 2. Platz            | 3. Platz        |
| ---------- | --------------- | ------------- | ------------------- | --------------- |
| 05.12.2014 | Copper Mountain | David Wise    | Torin Yater-Wallace | Benoît Valentin |
| 28.02.2015 | Park City       | Gus Kenworthy | Kévin Rolland       | David Wise      |
| 12.03.2015 | Tignes          | Mike Riddle   | David Wise          | Alex Ferreira   |

#### Slopestyle
| Datum      | Ort        | 1. Platz                 | 2. Platz       | 3. Platz      |
| ---------- | ---------- | ------------------------ | -------------- | ------------- |
| 27.02.2015 | Park City  | Joss Christensen         | McRae Williams | Gus Kenworthy |
| 14.03.2015 | Silvaplana | Felix Stridsberg-Usterud | Andri Ragettli | Luca Schuler  |

## Frauen

### Weltcupwertungen
| Rang | Name                    | Punkte |
| ---- | ----------------------- | ------ |
| 01   | Hannah Kearney          | 76     |
| 02   | Anna Holmlund           | 74     |
| 03   | Kiley McKinnon          | 58     |
| 04   | Justine Dufour-Lapointe | 56     |
| 05   | Chloé Dufour-Lapointe   | 55     |
| 06   | Devin Logan             | 53     |
| 07   | Alizée Baron            | 52     |
| 08   | Fanny Smith             | 49     |
| 09   | Ayana Onozuka           | 48     |
| 10   | Ophélie David           | 48     |

| Rang | Name                     | Punkte |
| ---- | ------------------------ | ------ |
| 01   | Kiley McKinnon           | 407    |
| 02   | Ashley Caldwell          | 324    |
| 03   | Danielle Scott           | 296    |
| 04   | Weronika Korsunowa       | 277    |
| 05   | Hanna Huskowa            | 256    |
| 06   | Xu Mengtao               | 249    |
| 07   | Renee McElduff           | 237    |
| 08   | Laura Peel               | 215    |
| 09   | Aljaksandra Ramanouskaja | 198    |
| 10   | Kong Fanyu               | 180    |

| Rang | Name                    | Punkte |
| ---- | ----------------------- | ------ |
| 01   | Hannah Kearney          | 686    |
| 02   | Justine Dufour-Lapointe | 501    |
| 03   | Chloé Dufour-Lapointe   | 493    |
| 04   | Audrey Robichaud        | 366    |
| 05   | Andi Naude              | 327    |
| 06   | Maxime Dufour-Lapointe  | 303    |
| 07   | Deborah Scanzio         | 294    |
| 08   | Nikola Sudová           | 283    |
| 09   | K. C. Oakley            | 280    |
| 10   | Junko Hoshino           | 256    |

| Rang | Name               | Punkte |
| ---- | ------------------ | ------ |
| 01   | Anna Holmlund      | 815    |
| 02   | Alizée Baron       | 573    |
| 03   | Fanny Smith        | 539    |
| 04   | Ophélie David      | 528    |
| 05   | Katrin Ofner       | 418    |
| 06   | Andrea Limbacher   | 417    |
| 07   | Marte Høie Gjefsen | 356    |
| 08   | Marielle Thompson  | 300    |
| 09   | Sofia Smirnowa     | 293    |
| 10   | Karolina Riemen    | 290    |

| Rang | Name              | Punkte |
| ---- | ----------------- | ------ |
| 01   | Ayana Onozuka     | 240    |
| 02   | Janina Kuzma      | 200    |
| 03   | Devin Logan       | 175    |
| 04   | Cassie Sharpe     | 145    |
| 05   | Sabrina Cakmakli  | 116    |
| 06   | Marie Martinod    | 105    |
| 07   | Annalisa Drew     | 098    |
| 08   | Brita Sigourney   | 092    |
| 09   | Keltie Hansen     | 091    |
| 10   | Jamie Crane-Mauzy | 061    |

| Rang | Name                       | Punkte |
| ---- | -------------------------- | ------ |
| 01   | Emma Dahlström             | 180    |
| 02   | Tiril Sjåstad Christiansen | 160    |
| 03   | Johanne Killi              | 100    |
| 04   | Giulia Tanno               | 095    |
| 05   | Devin Logan                | 092    |
| 06   | Isabel Atkin               | 068    |
| 07   | Silvia Bertagna            | 057    |
| 08   | Emilia Wint                | 054    |
| 09   | Anouk Purnelle-Faniel      | 050    |
| 10   | Coline Ballet-Baz          | 049    |

### Podestplätze

#### Aerials
| Datum      | Ort         | 1. Platz                 | 2. Platz           | 3. Platz           |
| ---------- | ----------- | ------------------------ | ------------------ | ------------------ |
| 20.12.2014 | Peking      | Xu Mengtao               | Danielle Scott     | Kiley McKinnon     |
| 21.12.2014 | Peking      | Xu Mengtao               | Kiley McKinnon     | Kong Fanyu         |
| 08.01.2015 | Deer Valley | Ashley Caldwell          | Kiley McKinnon     | Shen Xiaoxue       |
| 30.01.2015 | Lake Placid | Aljaksandra Ramanouskaja | Veronika Korsunova | Melissa Corbo      |
| 31.01.2015 | Lake Placid | Renee McElduff           | Weronika Korsunowa | Hanna Huskowa      |
| 21.02.2015 | Moskau      | Danielle Scott           | Ashley Caldwell    | Kiley McKinnon     |
| 01.03.2015 | Minsk       | Ashley Caldwell          | Kiley McKinnon     | Weronika Korsunowa |

#### Moguls
| Datum      | Ort            | Disziplin   | 1. Platz                | 2. Platz                | 3. Platz                |
| ---------- | -------------- | ----------- | ----------------------- | ----------------------- | ----------------------- |
| 13.12.2014 | Ruka           | Moguls      | Julija Galyschewa       | Chloé Dufour-Lapointe   | Hannah Kearney          |
| 03.01.2015 | Calgary        | Moguls      | Hannah Kearney          | Chloé Dufour-Lapointe   | Justine Dufour-Lapointe |
| 09.01.2015 | Deer Valley    | Moguls      | K. C. Oakley            | Justine Dufour-Lapointe | Chloé Dufour-Lapointe   |
| 10.01.2015 | Deer Valley    | Dual Moguls | Justine Dufour-Lapointe | Hannah Kearney          | Britteny Cox            |
| 29.01.2015 | Lake Placid    | Moguls      | Justine Dufour-Lapointe | Hannah Kearney          | Andi Naude              |
| 07.02.2015 | Val Saint-Côme | Moguls      | Hannah Kearney          | Chloé Dufour-Lapointe   | Audrey Robichaud        |
| 28.02.2015 | Tazawako       | Moguls      | Hannah Kearney          | Junko Hoshino           | Audrey Robichaud        |
| 01.03.2015 | Tazawako       | Dual Moguls | Morgan Schild           | Satsuki Ito             | Hannah Kearney          |
| 15.03.2015 | Megève         | Dual Moguls | Hannah Kearney          | Chloé Dufour-Lapointe   | Justine Dufour-Lapointe |

#### Skicross
| Datum      | Ort         | 1. Platz                      | 2. Platz                      | 3. Platz                      |
| ---------- | ----------- | ----------------------------- | ----------------------------- | ----------------------------- |
| 06.12.2014 | Nakiska     | Marielle Thompson             | Georgia Simmerling            | Fanny Smith                   |
| 20.12.2014 | Innichen    | Wegen Schneemangels abgesagt. | Wegen Schneemangels abgesagt. | Wegen Schneemangels abgesagt. |
| 21.12.2014 | Innichen    | Wegen Schneemangels abgesagt. | Wegen Schneemangels abgesagt. | Wegen Schneemangels abgesagt. |
| 09.01.2015 | Val Thorens | Marielle Thompson             | Georgia Simmerling            | Alizée Baron                  |
| 10.01.2015 | Val Thorens | Marielle Thompson             | Anna Holmlund                 | Ophélie David                 |
| 06.02.2015 | Arosa       | Fanny Smith                   | Anna Holmlund                 | Ophélie David                 |
| 07.02.2015 | Arosa       | Fanny Smith                   | Anna Holmlund                 | Sofia Smirnowa                |
| 14.02.2015 | Åre         | Alizée Baron                  | Katrin Ofner                  | Andrea Limbacher              |
| 15.02.2015 | Åre         | Anna Holmlund                 | Andrea Zemanová               | Andrea Limbacher              |
| 21.02.2015 | Tegernsee   | Fanny Smith                   | Alizée Baron                  | Anna Holmlund                 |
| 22.02.2015 | Tegernsee   | Anna Holmlund                 | Andrea Limbacher              | Ophélie David                 |
| 15.03.2015 | Megève      | Anna Holmlund                 | Andrea Limbacher              | Ophélie David                 |

#### Halfpipe
| Datum      | Ort             | 1. Platz      | 2. Platz         | 3. Platz        |
| ---------- | --------------- | ------------- | ---------------- | --------------- |
| 05.12.2014 | Copper Mountain | Janina Kuzma  | Devin Logan      | Ayana Onozuka   |
| 28.02.2015 | Park City       | Ayana Onozuka | Sabrina Cakmakli | Janina Kuzma    |
| 12.03.2015 | Tignes          | Cassie Sharpe | Ayana Onozuka    | Brita Sigourney |

#### Slopestyle
| Datum      | Ort        | 1. Platz                   | 2. Platz       | 3. Platz                   |
| ---------- | ---------- | -------------------------- | -------------- | -------------------------- |
| 27.02.2015 | Park City  | Emma Dahlström             | Devin Logan    | Tiril Sjåstad Christiansen |
| 14.03.2015 | Silvaplana | Tiril Sjåstad Christiansen | Emma Dahlström | Johanne Killi              |

## Nationencup
| Rang | Land                | Punkte |
| ---- | ------------------- | ------ |
| 01   | Vereinigte Staaten  | 1206   |
| 02   | Kanada              | 0843   |
| 03   | Frankreich          | 0567   |
| 04   | Russland            | 0346   |
| 05   | Schweiz             | 0327   |
| 06   | Volksrepublik China | 0315   |
| 07   | Schweden            | 0224   |
| 08   | Deutschland         | 0210   |
| 09   | Australien          | 0200   |
| 10   | Japan               | 0187   |

| Rang | Land                | Punkte |
| ---- | ------------------- | ------ |
| 01   | Vereinigte Staaten  | 676    |
| 02   | Kanada              | 428    |
| 03   | Frankreich          | 407    |
| 04   | Russland            | 203    |
| 05   | Schweiz             | 196    |
| 06   | Volksrepublik China | 165    |
| 07   | Deutschland         | 104    |
| 08   | Schweden            | 098    |
| 09   | Österreich          | 079    |
| 10   | Belarus             | 078    |

| Rang | Land                | Punkte |
| ---- | ------------------- | ------ |
| 01   | Vereinigte Staaten  | 530    |
| 02   | Kanada              | 415    |
| 03   | Frankreich          | 160    |
| 04   | Australien          | 151    |
| 05   | Volksrepublik China | 150    |
| 06   | Russland            | 143    |
| 07   | Schweiz             | 131    |
| 07   | Japan               | 131    |
| 09   | Schweden            | 126    |
| 10   | Deutschland         | 106    |